# Südstraße 129 und 131 (Heilbronn)

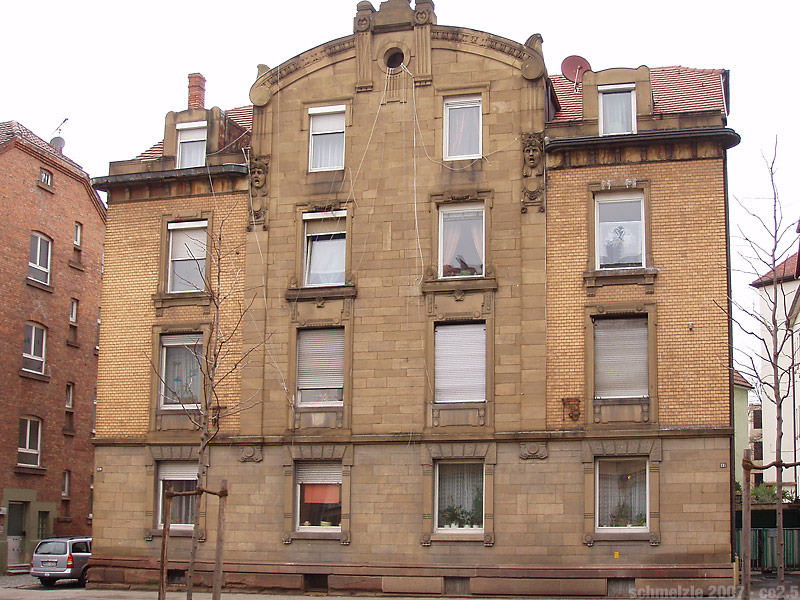
Das Gebäude Südstraße 129/131 in Heilbronn

Das Doppelhaus Südstraße 129 und 131 in Heilbronn ist ein denkmalgeschütztes Gebäude, das vom Bauunternehmer Wilhelm Kuhnle selbst entworfen und im Jahre 1902 errichtet wurde.

## Lage und Umgebung

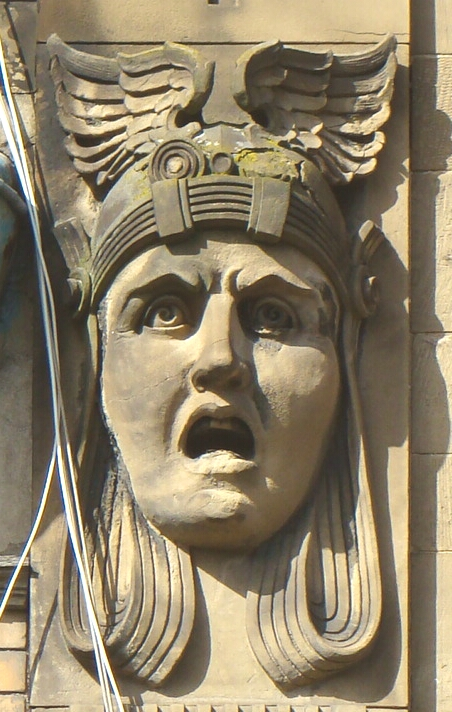
Maskenbildern im Jugendstil

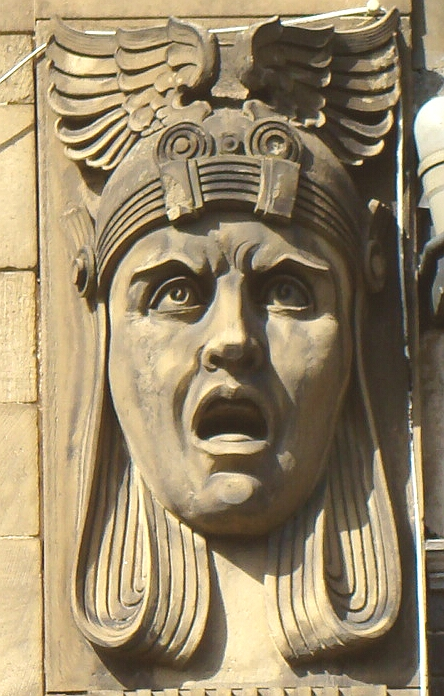
Das Doppelhaus an der Südstraße 129, 131

Das Bauwerk befindet sich an der Südstraße im Bereich des Silcherplatzes. Von dort führt die Straße nach Westen durch das historische Arbeiterquartier am Heilbronner Südbahnhof zur Rosenbergbrücke. Heute verläuft auf der Südstraße die Bundesstraße 293. Sie bildet als Teil einer im Stadtbauplan von 1873 von Reinhard Baumeister projektierten, aber nie vollendeten Ringstraße eine wichtige Verkehrsachse in Heilbronn.
Von 1977 bis 1981 hat die Stadtplanung und Stadtsiedlung das Stadtviertel saniert.

## Geschichte
1950 gehörte die Haushälfte Nr. 129 der Witwe Hedwig Hopfensitz, Nr. 131 den Erben von Wilhelm Grau. 1961 gehörte Nr. 129 der Witwe Luise Hopfensitz, Nr. 131 dem Elektromonteur Hermann Kircher.

## Beschreibung
Das als Mietshaus errichtete Arbeiterwohnhaus ist anspruchsvoll im Jugendstil dekoriert. Plastische Maskenbilder und Voluten sind neben geometrischen und neoklassizistischen Dekorationsmustern zu finden.